# Stephen Pate
Stephen Pate (Melbourne, 25 de enero de 1964) es un deportista australiano que compitió en ciclismo en la modalidad de pista, especialista en las pruebas de velocidad individual, keirin, tándem y madison.
Ganó cinco medallas en el Campeonato Mundial de Ciclismo en Pista entre los años 1988 y 1996.

## Medallero internacional
| Campeonato Mundial | Campeonato Mundial       | Campeonato Mundial | Campeonato Mundial       |
| Año                | Lugar                    | Medalla            | Competición              |
| ------------------ | ------------------------ | ------------------ | ------------------------ |
| 1988               | Gante (Bélgica)          | Medalla de oro     | Velocidad individual (P) |
| 1990               | Maebashi (Japón)         | Medalla de bronce  | Velocidad individual (P) |
| 1991               | Stuttgart (Alemania)     | DSC                | Velocidad individual (P) |
| 1992               | Valencia (España)        | Medalla de plata   | Keirin (P)               |
| 1993               | Hamar (Noruega)          | Medalla de plata   | Tándem                   |
| 1996               | Mánchester (Reino Unido) | Medalla de plata   | Madison                  |

1. ↑  Ganó la medalla de bronce, pero fue descalificado por dopaje.[2]

## Palmarés en pista
- 1988

 Campeón del Mundo de velocidad
- 1993

1º en los Seis días de Numea (con Tony Davis)
- 1995

 Campeón de Australia de Madison (con Scott McGrory)
- 1997

 Campeón de Australia de Madison (con Brett Aitken)
- 1998

 Campeón de Australia de Madison (con Matthew Allan)
- 2000

 Campeón de Australia de Madison (con Baden Cooke)

## Palmarés en carretera
- 1996

Vencedor de una etapa en el Sun Tour
- 1997

Vencedor de una etapa en el Sun Tour